# ダウンヘル
『ダウンヘル』（原題:Downhill）は2016年公開のチリ・カナダ・フランス合作 の映画。

## あらすじ
BMXレーサーのジョーは、チリで行われたレース中、親友を事故で亡くしてしまう。その後、ジョーは恋人のステファニーと共に、山を降りる途中で何か病気に感染した男と遭遇する。その直後、銃撃とともに正体不明の武装集団が襲ってくる。

## スタッフ
- 監督: パトリシオ・バラダレス
- 脚本: バリー・キーティング、パトリシオ・バラダレス
- 音楽: ルイジ・セビロリ
- 撮影: クリスチャン・アリ・ベネガス
- 編集: パトリシオ・バラダレス

## 出演者
※役名、俳優の順
- ステファニー: ナタリー・バーン
- ジョー: ブライス・ドレイパー
- ハンター: ルーク・マッシー
- ストレンジャー: マティシア・ロペス
- マグダレナ: イグナシア・アラマンド
- パブロ: アリエル・レヴィ